# Chongqing Poly Tower
La Chongqing Poly Tower (in cinese: 重庆保利国际广场), nota anche come HNA&POLY International Centre, è un grattacielo di Chongqing, municipalità della Cina. L'edificio si trova nel distretto finanziario di Jiefangbei, ha un'altezza di 286,8 metri. ed ospita uffici ed hotel.